# Umberto Rotondi
Pour les articles homonymes, voir Rotondi (homonymie).
Umberto Rotondi (Milan, le 21 mai 1937 - Bareggio, le 17 janvier 2007) est un compositeur italien. On connaît entre autres œuvres, sa Messa Ambrosiana.

## Biographie
Étudiant du Conservatoire de Milan, il a obtenu le diplôme de piano en 1959 et de composition en 1964, après avoir suivi les cours de Bruno Bettinelli et Franco Donatoni. Il a assisté à des classes de maître dans plusieurs villes italiennes et à l'Accademia Chigiana de Sienne.
Il a participé à de nombreux festivals (Graz, Paris, Helsinki).
Il a enseigné au Conservatoire de Brescia et la composition au Conservatoire de Milan.
En 1992, il a publié la Messa Ambrosiana, co-écrite avec huit de ses élèves, sous sa supervision.
Parmi ses élèves, on peut citer les compositeurs Enrico Renna (it) et Fausto Romitelli.
Ses œuvres sont publiées par la Casa Ricordi, Suvini Zerboni et Edipan.

## Œuvres
- Interferenze (1969)
- Musica per 24 (1970)
- Bemerken (1973)
- Per Giuliana (1981)
- ...e Livia? (1983)
- Il tocco della medusa (1985)
- Dalla nostra terra (1986)
- Messa Ambrosiana, composée en collaboration avec Emanuela Ballio, Daniela Gazzola, Fiammetta Pasi, Loris Capister, Fabio Grasso, Bernardo Mariani, Michele Negro et Danilo Zaffaroni (1992)
- Per Orchestra (ovvero: Omaggio a Mendelssohn) (2004?)